# Hajimete no Gal
Hajimete no Gal (はじめてのギャル, Hajimete no gyaru; lit. "Uma Gal pela primeira vez") é uma série de mangá escrita e desenhada pelo Meguru Ueno. O mangá foi pré-publicado na revista de pré-publicação de mangá de Kadokawa Shoten Monthly Shōnen Ace desde novembro de 2015 com o primeiro volume do tankōbon lançado desde 26 de maio de 2016.
Ueno tinha em mente como título Hajimete no gyaru tte dōdesu ka? (はじめてのギャルってどうですか?; lit. "Por que não uma Gal pela primeira vez?"), mas antes do anúncio da série na mensagem ele decidiu reduzi-lo para sua forma atual.
A série também é conhecida no exterior sob o nome de My First Girlfriend is a Gal (lit. "Minha primeira namorada é uma Gal").
Uma adaptação da série de televisão animada, produzida pelo estúdio NAZ, foi ao ar no Japão entre julho e setembro de 2017.

## Sinopse
Junichi Hashiba e seus amigos, na escola, estão preocupados com a sua virgindade, um dia, ele é forçado a se declarar e ao mesmo tempo perceber a superstição de que "ao se ajoelhar em frente de uma Gal (ギャル, Gyaru) e na súplica, ele poderá ser capaz de obter o seu diploma de virgem", supondo que ele seja deflorado. Ele então se ajoelha e diz a Yukana Yame, a Gyaru da classe, esta última aceita com desconfiança sua sugestão para tentar sair com ele.

## Personagens
- Junichi Hashiba (羽柴 ジュンイチ, Hashiba Jun'ichi)

Voz japonesa: Shintarō Asanuma
O protagonista da história é uma jovem estudante de ensino médio japonês do segundo ano, ansioso para ter uma namorada. É reconhecido por sua "antena capilar", característica de um ahoge. Ele acreditava nesta superstição do fato de que fazendo o dogeza (um elemento de polidez na cultura japonesa que consiste em se ajoelhar diretamente sobre o solo e em se curvar para se prostrar sem tocar sua cabeça ao chão) na frente de uma Gal, ele vai ser capaz de ter relações sexuais com essa última e não vai ser um DT (童貞, Dōtei; lit. virgem). Ele faz assim para interceptar por seus amigos, no início da história, para admitir o seu "amor" a Yukana Yame. Embora ele fosse interiormente excitado para ver o corpo sensual de Yukana, ele se torna facilmente envergonhado quando Yukana o provoca para ações perversas. Ele regularmente tem fantasias sexuais com a perda de sua virgindade e cria debates internos em sua cabeça sobre o que fazer em determinadas situações. Seus amigos também colocam pressão pois ele apresenta as garotas a eles. No entanto, seu amor por Yukana será sincero e irá cuidar dele, ele tenta se manter fiel, em recalando as outras meninas que avançam sobre ele.
- Yukana Yame (八女 ゆかな, Yame Yukana)

Voz japonesa: Yuki Nagaku
A heroína da história e a colega de classe de Junichi. Um jovem colegial muito linda na moda que prende seus cabelos loiros em um rabo de cavalo e tem peitos grandes que ela apresenta com a sua camisa aberta enquanto veste uma minissaia e loose socks, este estilo de moda é completado pela sua personalidade Gal. Apesar da sua personalidade e sua atitude despreocupada, tal como mostrar as roupas de baixo, ela permanece surpreendentemente casta, achando repugnantes as coisas perversas. Ela emprega a primeira pessoa ao dizer aーshi (あーし). Ela concordou em ser a namorada de Junichi. Encontrando Junichi transparente com suas emoções e suas reações, ela o critica muitas vezes por ser uma virgem pervertido que se interessa em seu corpo, mas o paquera e o flerta ao mesmo tempo. Além disso ela é muito atenciosa, e muitas vezes procura os conselhos de seus amigos na maneira de se sentir mais perto de Junichi, sendo um pouco ingênuo às vezes aplicando o conselho. De tempos em tempos, ela abaixa a guarda e permite que ela o toque se ele ajuda a afirmar o quanto ela é séria sobre seu relacionamento. Ela fica com ciúmes das outras meninas, mas acha que Nene, com o seu papel de "pequena irmã", é muito bonitinha para ser considerada uma grave ameaça ao seu relacionamento com Junichi.
- Ranko Honjō (本城 蘭子, Honjō Ranko)

Voz japonesa: Eri Kitamura
A senpai de Junichi e Yukana no primeiro ano universitário, ela é uma velha conhecido da última, muitas vezes referida como a gurogyaru (黒ギャル). Ela tem alguns traços de ganguro. Tendo peitos grandes e o cabelo curto loiro, ela é muito agressiva e tenta dragar Junichi o que deixa Yukana com ciúmes. Ela revela a Junichi que ela ama Yukana e é possessiva dela, ela não gosta do fato de que Yukana está tão perto dele, mesmo se isso significa que ela deve deitar com Junichi.
- Yui Kashī (香椎 結衣, Kashī Yui)

Voz japonesa: Ayana Taketatsu
Também na classe de Junichi, ela é uma menina com longos cabelos negros. Inteligente e de bela aparência, é altamente desejada pelos meninos. Ela tem conhecido Junichi desde a escola secundária e age de uma maneira muito amigável e agradável na escola. Mas ela se disfarça em segredo em uma ídolo loira de dois edredons chamada BoA realizando streams ao vivo na Internet. Ela está irritada com Junichi, que ele considera ser o seu servidor Número um porque ele tem ajudado a transportar caixas para ela ou pegar seu chiclete, não lambe as suas botas como um animal obediente porque ele está com Yukana. Yui tenta responder a esta por tê-lo levado e pede a ele para rejeitar Yukana e fugir com ela, mas quando Jun se recusa, ela fica com raiva e ameaça-o até que Ranko o salva mediante a ameaça de revelar sua identidade secreta que ela leva na Internet. No anime, os amigos de Junichi dizer que a sua única desvantagem é que ela não tem peitos grandes como as outras meninas.
- Nene Fujinoki (藤ノ木 寧音, Fujinoki Nene)

Voz japonesa: Yui Ogura
Uma pequena estudante colegial de primeiro ano com peitos muito grandes e amarrando seu cabelo em coques duplos, é uma amiga de infância de Junichi com quem ela está completamente obcecada. Ela tenta se vestir e agir como uma irmã mais nova porque Junichi tinha a mostrar o seu interesse por este tipo de jogo eletrônico. Ela tenta brevemente o estilo de vida de uma Gal para tentar ganhar Junichi, e tenta atacar mais tarde o atacar em cima dele nua na cama, mas ele a rejeita assim mesmo. Ela decidiu então fazer concorrência com Yukana, retornando ao seu cabelo em coques duplos. No anime, os amigos de Jun a consideram como uma "loli com peitos grandes".

### Trio de amigos de Junichi
O trio de estudantes colegiais DT (童貞, Dōtei) sem namoradas e amigos próximos de Junichi, é especialmente que o obrigou a seguir esta superstição inventada sobre as Gal o que tem permitido estar com Yukana. Apesar de seus ciúmes do seu relacionamento, eles vão ajudar todos mesmo em certos momentos. Eles têm um papel mais importante no anime do que no mangá.
- Shinpei Sakamoto (坂本 慎平, Sakamoto Shinpei)

Voz japonesa: Toshiyuki Toyonaga
Um dos amigos perversos de Junichi usando óculos e com cabelo curto e azul, ele é o que inicia geralmente os planos e recomendações para Junichi. Ele também é o primeiro a estabelecer a conexão entre Yui Kashi e a ídolo online chamada BoA.
- Keigo Ishida (石田 景吾, Ishida Keigo)

Voz japonesa: Kenji Akabane
Um dos amigos perversos de Junichi de cabelo loiro.
- Minoru Kobayakawa (小早川 稔, Kobayakawa Minoru)

Voz japonesa: Minoru Shiraishi
Um estudante colegial obeso fazendo parte do grupo de amigos perversos de Junichi. Entre os três amigos, ele é o único que menciona o fato de que ele ama as garotinhas.

### Amigos de Yukana
Estes são os colegas de classe de Yukana, e suas amigas Gal.
- Ayumi Kamisaka (上坂 歩美, Kamisaka Ayumi)

Voz japonesa: Kazusa Aranami
Uma estudante colegial com cabelo castanho e olhos azuis. Ela é mais uma personagem de segundo plano na manga, mas tem um papel mais importante no anime.
- Kokoro Shīna (椎名 心, Shīna Kokoro)

Voz japonesa: Natsuko Hara
Uma estudante colegial com o cabelo loiro. Assim como Ayumi, ela serve como personagem de fundo no mangá, mas tem um papel mais importante no anime.

## Produção e mídia

### Mangá
Meguru Ueno escreveu e ilustrou esta série de mangá, que foi lançado no dia 26 de novembro de 2015 pela Monthly Shōnen Ace, a revista de pré-publicação de shōnen manga de Kadokawa Shoten. A série foi compilada em vinte volumes tankōbon nesta 25 de abril de 2025.

#### Lista de volumes
| N.º | Data de lançamento japonês japão | ISBN japonês japão |
| --- | -------------------------------- | ------------------ |
| 1   | 26 de maio de 2016               | 978-4-04-104265-6  |
| 2   | 26 de outubro de 2016            | 978-4-04-105032-3  |
| 3   | 25 de março de 2017              | 978-4-04-105455-0  |
| 4   | 26 de junho de 2017              | 978-4-04-105777-3  |
| 5   | 26 de dezembro de 2017           | 978-4-04-105776-6  |
| 6   | 25 de junho de 2018              | 978-4-04-105775-9  |
| 7   | 26 de outubro de 2018            | 978-4-04-107472-5  |
| 8   | 25 de março de 2019              | 978-4-04-107473-2  |
| 9   | 25 de setembro de 2019           | 978-4-04-108584-4  |
| 10  | 25 de fevereiro de 2020          | 978-4-04-108585-1  |
| 11  | 21 de julho de 2020              | 978-4-04-109738-0  |
| 12  | 26 de janeiro de 2021            | 978-4-04-109739-7  |
| 13  | 26 de julho de 2021              | 978-4-04-111583-1  |
| 14  | 26 de janeiro de 2022            | 978-4-04-111585-5  |
| 15  | 26 de julho de 2022              | 978-4-04-112719-3  |
| 16  | 24 de fevereiro de 2023          | 978-4-04-113368-2  |
| 17  | 25 de agosto de 2023             | 978-4-04-114024-6  |
| 18  | 26 de março de 2024              | 978-4-04-114764-1  |
| 19  | 25 de setembro de 2024           | 978-4-04-115524-0  |
| 20  | 25 de abril de 2025              | 978-4-04-116230-9  |

### Anime
Foi anunciado pela abertura do web site que a série recebeu uma adaptação em série de televisão animada. O anime é dirigido por Hiroyuki Furukawa no estúdio de animação NAZ, que completou os chara-designs enquanto que o script foi escrito por Yūichirō Momose e a música foi composta por Yashikin. A série foi difundida pela primeira vez no Japão entre 12 de julho e 13 de setembro de 2017 na AT-X, Tokyo MX, SUN, GBS, KBS, BS11. A série é composta de 10 episódios e um OVA também foi anunciado. Este vídeo de animação original foi publicado com o 5º volume do mangá em 26 de dezembro de 2017.. Crunchyroll difundiu a série em simulcast no mundo inteiro, exceto na Ásia
A vinheta de introdução, intitulada Hajimete no Season (はじめてのSEASON; lit. Minha primeira temporada), foi interpretada pelo grupo de ídolos Afilia Saga; o encerramento, intitulado Galtic Love (GAL的LOVE, Gyaruchikkurabu; lit. O amor de uma Gal), é interpretado pelo grupo de ídolos Erabareshi.

#### Lista de episódios
| Episódio | Título em Português                      | Título em Japonês                                 | Exibição               |
| -------- | ---------------------------------------- | ------------------------------------------------- | ---------------------- |
| 01       | "Minha Primeira Vez Implorando!"         | "Hajimete no Dogeza" (はじめての土下座)           | 12 de julho de 2017    |
| 02       | "Meu primeiro Karaokê!"                  | "Hajimete no Karaoke" (はじめてのカラオケ)        | 19 de julho de 2017    |
| 03       | "Minha Primeira Gal Bronzeada!"          | "Hajimete no Kuro Gyaru" (はじめての黒ギャル)     | 26 de julho de 2017    |
| 04       | "Minha Primeira Gal Certinha!"           | "Hajimete no Seiso Gyaru" (はじめての清楚ギャル)  | 2 de agosto de 2017    |
| 05       | "Minha Primeira Gal Meia Boca"           | "Hajimete no Pagyaru" (はじめてのパギャル)        | 9 de agosto de 2017    |
| 06       | "Minha primeira vez na casa de Yame-san" | "Hajimete no Yame-san chi" (はじめての八女さん家) | 16 de agosto de 2017   |
| 07       | "Meu primeiro emprego"                   | "Hajimete no Baito" (はじめてのバイト)            | 23 de agosto de 2017   |
| 08       | "Minha Primeira Viagem"                  | "Hajimete no ryokō" (はじめての旅行)              | 30 de agosto de 2017   |
| 09       | "Minha primeira luta"                    | "Hajimete no kenka" (はじめてのケンカ)            | 6 de setembro de 2017  |
| 10       | "Minha primeira confissão (Final)"       | "Hajimete no Kokuhaku" (はじめての告白)           | 13 de setembro de 2017 |
| OVA–01   | "Meu primeiro festival escolar"          | "Hajimete no Bunkasai" (はじめての文化祭)         | 26 de dezembro de 2017 |

## Recepção
Foi revelado em 26 de dezembro de 2017 através de uma fita de embrulho do quinto volume tankōbon do mangá que a série Hajimete no Gal tinha chegado a 600 000 exemplares impressos.